# Гай Антістій Вет
Гай Антістій Вет (? — після 96) — державний діяч Римської імперії, консул 96 року.

## Життєпис
Походив з роду нобілів Антістіїв. Син Гая Антістія Вета, консула 50 року. Був прихильником династії Флавіїв. Мав довіру з боку Доміціана, який у 96 році зробив Вета консулом разом з Гаєм Манлієм Валентом. Як прихильника Флавіїв Гая Антістія після вбивства Доміціана вже не допускали до важливих державних посад.